# Enduro (videogioco)
Enduro è un videogioco di guida progettato e sviluppato da Larry Miller, pubblicato il 1º febbraio 1983 da Activision per la console Atari 2600.
Il solo adattamento di Enduro è stato realizzato per ZX Spectrum da Activision nel 1984.

## Modalità di gioco
Enduro è un gioco dove si guida un'auto da gara alla National Enduro, una competizione d'auto a lunga distanza. La visuale è in prospettiva tridimensionale, con il proprio veicolo che si sposta in terza persona alla base dello schermo. L'obiettivo della corsa è di passare un certo numero di auto ogni giorno. Così facendo la gara potrà proseguire il giorno successivo. Il giocatore deve evitare le altre auto gareggianti, sorpassare 200 auto il primo giorno e 300 i giorni successivi.
Col passare del tempo, cambiano anche le condizioni di guida e di visibilità. Quando sopraggiunge la notte il giocatore può vedere solo le luci posteriori della auto in gara. 
Cambiano i giorni e cambiano anche le condizioni meteo. Il giocatore si troverà ad affrontare nebbia e suolo ghiacciato, rendendo il controllo dell'auto più difficile.
Sorpassare le auto con il progredire del gioco diventerà quindi più difficile.

## Accoglienza
Enduro venne accolto bene, guadagnando il premio annuale come "Miglior Videogioco sportivo del 1984" al quinto Arkie Awards.
La rivista Videogiochi 10 lo definisce "il più divertente e meglio riuscito videogioco di guida".
Meno riuscita fu la conversione per ZX Spectrum, realizzata per il modello base inespanso del computer con soli 16K di RAM. Venne giudicata piuttosto negativamente da Computer Games 1 e Sinclair Computer 14.